# لون طرحي

مزج اللألوان الطرحية

نظام الألوان الطرحية (بالإنجليزية: Subtractive Color)‏ يشرح مزج الطلاء والأصبغة والأحبار والألوان الطبيعية لإيجاد طيف من الألوان، حيث ينتج كل لون منها من امتصاص انتقائي لبعض أطوال موجات الضوء، وانعكاس بعضها الآخر.
يبدأ نظام الألوان الطرحية باللون الأبيض. الأحبار والطلاء والأفلام الملونة الموضوعة بين الناظر والمصدر الضوئي أو السطح العاكس (مثل ورقة بيضاء) تطرح أطوال الموجات من هذا اللون الأبيض، ويظهر اللون.
نظام الألوان الجمعية تبدأ بدون ضوء (لون أسود). تضيف المصادر الضوئية أطول الموجات لإظهار اللون. في كلا النظامين الجمعي والطرحي، نحتاج إلى ثلاثة ألوان أولية لكي نطابق الرؤية البشرية ثلاثية اللون (وهذا يرجع إلى وجود ثلاثة أنواع من الخلايا المخروطية في العين).

## اقرأ أيضا
- النموذج اللوني س ق ص د
- لون جمعي
- لون أولي